# Kamil Svojše
Kamil Svojše (* 22. srpna 1938) je bývalý český hokejový obránce. Jeho bratr Václav Svojše hrál také hokejovou ligu za Litvínov. Po skončení aktivní kariéry působil i jako trenér

## Hokejová kariéra
V československé lize hrál za CHZ Litvínov, Duklu Jihlava a TJ Gottwaldov. Nastoupil ve 258 ligových utkáních, dal 24 gólů a měl 15 asistencí. V německé bundeslize hrál za VfL Bad Nauheim. V nižších soutěžích hrál i za TJ Zbrojovka Vsetín.

## Klubové statistiky
| Sezona    | Klub                | Soutěž  | Základní část | Základní část | Základní část | Základní část | Základní část |
| Sezona    | Klub                | Soutěž  | Z             | G             | A             | B             | TM            |
| --------- | ------------------- | ------- | ------------- | ------------- | ------------- | ------------- | ------------- |
| 1956/1957 | Jiskra SZ Litvínov  | 2. liga | -             | 0             | -             | -             | -             |
| 1957/1958 | Jiskra SZ Litvínov  | 2. liga | -             | 3             | -             | -             | -             |
| 1958/1959 | Jiskra SZ Litvínov  | 2. liga | -             | 4             | -             | -             | -             |
| 1959/1960 | Jiskra SZ Litvínov  | 1. liga | 20            | 1             | 6             | 7             | -             |
| 1960/1961 | Dukla Jihlava       | 1. liga | 57            | 4             | 4             | 8             | -             |
| 1962/1963 | CHZ Litvínov        | 1. liga | 27            | 4             | -             | -             | -             |
| 1963/1964 | CHZ Litvínov        | 1. liga | 32            | 4             | -             | -             | -             |
| 1964/1965 | CHZ Litvínov        | 1. liga | 29            | 3             | -             | -             | -             |
| 1965/1966 | CHZ Litvínov        | 1. liga | 14            | 0             | 1             | 1             | -             |
| 1966/1967 | TJ Gottwaldov       | 1. liga | 27            | 5             | 1             | 6             | 4             |
| 1967/1968 | TJ Gottwaldov       | 1. liga | 22            | 2             | 0             | 2             | -             |
| 1968/1969 | TJ Gottwaldov       | 1. liga | 30            | 1             | 3             | 4             | -             |
| 1969/1970 | VfL Bad Nauheim     | 1. liga | 35            | 1             | 1             | 2             | -             |
| 1970/1971 | TJ Gottwaldov       | 2. liga | 4             | -             | -             | -             | -             |
| 1971/1972 | TJ Zbrojovka Vsetín | 2. liga | -             | -             | -             | -             | -             |